# Gran Premi di automobilismo 1946
La stagione dei Gran Premi del 1946 fu quella del ritorno della Formula Grand Prix dopo la II guerra mondiale.

## Gran premi della stagione

### Altri Gran Premi
| Nome                          | Circuito                | Data         | Pilota Vincitore    | Scuderia vincitrice | Resoconto |
| ----------------------------- | ----------------------- | ------------ | ------------------- | ------------------- | --------- |
| Gran Premio di Nizza          | Nizza                   | 22 aprile    | Luigi Villoresi     | Maserati            | Resoconto |
| Gran Premio di Marsiglia      | Prado                   | 12 maggio    | Raymond Sommer      | Maserati            | Resoconto |
| Gran Premio Forez             | St Just-Andrezieux      | 19 maggio    | Raymond Sommer      | Maserati            | Resoconto |
| Paris Cup                     | Bois de Boulogne        | 30 maggio    | Jean-Pierre Wimille | Alfa Romeo          | Resoconto |
| Grand Prix des Frontières     | Chimay                  | 9 giugno     | Leslie Brooke       | ERA                 | Resoconto |
| Coppa René le Bègue           | Saint-Cloud             | 9 giugno     | Raymond Sommer      | Maserati            | Resoconto |
| Gransden Lodge                | Gransden Lodge Airfield | 15 giugno    | George Abecassis    | Bugatti             | Resoconto |
| Gran Premio del Rossiglione   | Perpignano              | 30 giugno    | Jean-Pierre Wimille | Alfa Romeo          | Resoconto |
| Bourgogne Grand Prix          | Digione                 | 7 luglio     | Jean-Pierre Wimille | Alfa Romeo          | Resoconto |
| Gran Premio di Albi           | Albi                    | 14 luglio    | Tazio Nuvolari      | Maserati            | Resoconto |
| Gran Premio delle Nazioni     | Ginevra                 | 21 luglio    | Giuseppe Farina     | Alfa Romeo          | Resoconto |
| Gran Premio di Nantes         | Nantes                  | 28 luglio    | Raph                | Maserati            | Resoconto |
| Ulster Trophy                 | Ballyclare              | 10 agosto    | Prince Bira         | ERA                 | Resoconto |
| Circuit des Trois Villes      | Lilla                   | 25 agosto    | Raymond Sommer      | Maserati            | Resoconto |
| Circuit des Trois Villes      | Lilla                   | 25 agosto    | Henri Louveau       | Maserati            | Resoconto |
| I Gran Premio di Torino       | Torino                  | 1º settembre | Achille Varzi       | Alfa Romeo          | Resoconto |
| Circuito di Milano            | Milano                  | 29 settembre | Carlo Felice Trossi | Alfa Romeo          | Resoconto |
| Coupe du Salon                | Parigi                  | 6 ottobre    | Raymond Sommer      | Maserati            | Resoconto |
| Gran Premio di Rio de Janeiro | Rio de Janeiro          | 6 ottobre    | Chico Landi         | Alfa Romeo          | Resoconto |
| Gran Premio di Penya Rhin     | Pedralbes               | 27 ottobre   | Giorgio Pelassa     | Maserati            | Resoconto |
| Gran Premio di Boa Vista      | Rio de Janeiro          | 15 dicembre  | Chico Landi         | Alfa Romeo          | Resoconto |